# Elliot Grandin
Pour les articles homonymes, voir Grandin.
Elliot Grandin, né le 17 octobre 1987 à Caen (Calvados), est un footballeur français d'origine réunionnaise, qui évolue au poste de milieu de terrain à l' ES Cannet-Rocheville.

## Biographie

### SM Caen
Elliot Grandin est formé au SM Caen, le club de sa ville natale, dont il est longtemps un grand espoir comme l'illustre le nombre de sélections en équipe de France des moins de 17 ans. Il joue son premier match avec le SM Caen le 28 mai 2005 contre le FC Istres lors de la toute dernière journée de Ligue 1. Le club termine à la 18e place et descend en Ligue 2.
Il marque dès la première journée de la saison suivante, contre l'US Créteil, son premier but professionnel. Il joue dix-neuf matchs de championnat pour trois buts mais le club termine la saison à la 4e place.
Lors de la saison 2006-2007, Caen finit le championnat à la seconde place et remonte en Ligue 1 mais il peine à confirmer avec l'équipe première. Insatisfait de son temps de jeu dans le club normand, il rejoint l'Olympique de Marseille au mercato d'hiver 2008. À l'annonce de son départ, l'entraîneur de Caen Franck Dumas critique ouvertement le comportement de son ancien joueur.

### Olympique de Marseille et prêt à Grenoble Foot 38
Son transfert à l'Olympique de Marseille est alors estimé à 400 000 €. Lors de son premier match sous les couleurs marseillaises contre l'AS Monaco en 16e de finale de la coupe de France, il effectue une passe décisive à Valbuena et marque le second but. Mais il joue globalement peu par la suite. Le 4 novembre 2008, il fait son premier match en Ligue des champions contre le PSV Eindhoven au Stade Vélodrome en rentrant en fin de match à la place de Mamadou Niang (3-0).
N'entrant plus dans les plans d'Éric Gerets et en manque de temps de jeu à Marseille, il est prêté sans option d’achat à Grenoble Foot 38 le 30 janvier 2009. Il joue son premier match sous le maillot grenoblois le 8 février 2009 contre le Valenciennes FC, et débute au total huit matchs de Ligue 1 comme titulaire. Il n'est toutefois plus aligné après le 4 avril 2009 par Mécha Bazdarevic. L'OM termine à la seconde place du Championnat de France. Le 2 septembre, alors qu'il ne joue plus en équipe première, son contrat avec l'OM est résilié à l'amiable.

### Exil à l'étranger puis retour en France
Il signe en janvier 2010 avec le club bulgare du CSKA Sofia. Il joue 13 matchs et marque quatre buts. Ces bonnes performances attirent l'œil des recruteurs. En août 2010, il signe un contrat de deux ans (plus une en option) en faveur d'un club promu en Premier League, le Blackpool FC. Il y joue régulièrement, et début 2011, il est sélectionné en équipe de République démocratique du Congo, dont il détient la nationalité par son père, mais ne rentre pas en jeu. En fin de saison, le club est relégué en seconde division mais Grandin joue beaucoup moins.
Le 28 janvier 2012, il est prêté pour six mois à l'OGC Nice. Le prêt est payant (évalué à 240 000 €) et prévoit une option d'achat de 830 000 €. Il joue son premier match sur la côte d'Azur contre son ancien club l'Olympique de Marseille en Coupe de la Ligue lors de la demi-finale au Stade Vélodrome (perdue 2-1). Le 29 mai, le club niçois annonce que l'option d'achat n'est pas levée. Grandin, après 13 rencontres avec les Aiglons, retourne donc à Blackpool.
De retour en Angleterre, il manque de temps de jeu et participe à seulement treize rencontres toutes compétitions confondues.

### Retour en Angleterre puis en Roumanie
Son contrat à Blackpool n'est pas prolongé à l'été 2013. Au terme d'une semaine d'essai, il s'engage librement le 2 août 2013 en faveur de Crystal Palace. Il débute sous ses nouvelles couleurs le 27 août 2013 à Bristol City lors du second tour de la Coupe de la Ligue. Son équipe s'incline 1-2. N'effectuant aucune autre apparition avec le club londonien, il résilie son contrat le 29 janvier 2014. Le 6 février 2014 il retrouve Blackpool, en Championship, où il signe un contrat jusqu'à la fin de la saison. Il joue sept matchs, souvent comme remplaçant, et marque une fois. Le 16 mai 2014, son contrat n'est pas prolongé et il se trouve libre.
Grandin quitte alors l'Angleterre et s'engage avec l'Astra Giurgiu, un club roumain engagé en Ligue Europa. Mais l'expérience est décevante, il prend part à cinq bouts de rencontres en début de saison (dont une contre l'Olympique lyonnais) puis n'apparaît même plus sur les feuilles de match après le mois de décembre. Il est libéré au terme de la saison.
Sans club à la suite de cette expérience, il retourne à Caen où il s’entraîne avec la réserve du Stade Malherbe de Caen.
Fin 2015, il signe un court contrat avec le club saoudien d'Al-Nahda. En janvier 2016, il est libéré de son contrat et signe en faveur de Shrewsbury Town FC, qui évolue en troisième division anglaise jusqu’à la fin de la saison.
En janvier 2017 après six mois sans club, il rejoint Chypre en signant à l'Ermís Aradíppou.
En janvier 2018 il rejoint le club de nationale 2 français de l'étoile Fréjus/saint Raphaël jusqu'à la fin de la saison.

## Statistiques
Le tableau ci-dessous retrace la carrière de Elliot Grandin depuis ses débuts :
| Saison                | Club                    | Championnat           | Championnat | Championnat | Coupe(s) nationale(s) | Coupe(s) nationale(s) | Compétition(s) continentale(s) | Compétition(s) continentale(s) | Compétition(s) continentale(s) | Total | Total |
| Saison                | Club                    | Division              | M.          | B.          | M.                    | B.                    | Comp.                          | M.                             | B.                             | M.    | B.    |
| 2004-2005             | SM Caen                 | Ligue 1               | 1           | 0           | 0                     | 0                     | -                              | -                              | -                              | 1     | 0     |
| 2005-2006             | SM Caen                 | Ligue 2               | 19          | 3           | 3                     | 1                     | -                              | -                              | -                              | 22    | 4     |
| 2006-2007             | SM Caen                 | Ligue 2               | 23          | 2           | 2                     | 1                     | -                              | -                              | -                              | 25    | 3     |
| 2007-2008             | SM Caen                 | Ligue 1               | 12          | 1           | 3                     | 2                     | -                              | -                              | -                              | 15    | 3     |
| 2007-2008             | Olympique de Marseille  | Ligue 1               | 8           | 0           | 2                     | 1                     | -                              | -                              | -                              | 10    | 1     |
| 2008-2009             | Olympique de Marseille  | Ligue 1               | 8           | 2           | 1                     | 0                     | C1                             | 3                              | 0                              | 12    | 2     |
| 2008-2009             | Grenoble Foot 38 (prêt) | Ligue 1               | 8           | 0           | 2                     | 0                     | -                              | -                              | -                              | 10    | 0     |
| 2009-2010             | CSKA Sofia              | A Group               | 10          | 4           | 1                     | 0                     | -                              | -                              | -                              | 11    | 4     |
| 2010-2011             | CSKA Sofia              | A Group               | 1           | 0           | -                     | -                     | C3                             | 1                              | 0                              | 2     | 0     |
| 2010-2011             | Blackpool FC            | Premier League        | 23          | 1           | 1                     | 0                     | -                              | -                              | -                              | 24    | 1     |
| 2011-2012             | Blackpool FC            | Championship          | 7           | 2           | -                     | -                     | -                              | -                              | -                              | 7     | 2     |
| 2011-2012             | OGC Nice (prêt)         | Ligue 1               | 12          | 0           | 1                     | 0                     | -                              | -                              | -                              | 13    | 0     |
| 2012-2013             | Blackpool FC            | Championship          | 12          | 3           | 1                     | 0                     | -                              | -                              | -                              | 13    | 3     |
| 2013-2014             | Crystal Palace FC       | Premier League        | 0           | 0           | 1                     | 0                     | -                              | -                              | -                              | 1     | 0     |
| 2013-2014             | Blackpool FC            | Premier League        | 7           | 1           | -                     | -                     | -                              | -                              | -                              | 7     | 1     |
| 2014-2015             | AFC Astra Giurgiu       | Liga I                | 2           | 1           | 1                     | 0                     | C3                             | 2                              | 0                              | 5     | 1     |
| 2015-2016             | Shrewsbury Town FC      | League One            | 0           | 0           | -                     | -                     | -                              | -                              | -                              | 0     | 0     |
| 2016-2017             | Ermis Aradippou         | Championship          | 13          | 3           | -                     | -                     | -                              | -                              | -                              | 13    | 3     |
| Total sur la carrière | Total sur la carrière   | Total sur la carrière | 165         | 22          | 19                    | 5                     | -                              | 6                              | 0                              | 190   | 27    |

## Palmarès
Grandin est vice-champion de France de Ligue 2 avec le SM Caen lors de la saison 2006-2007. Il est également vice-champion de France avec l'Olympique de Marseille lors de la saison 2008-2009, bien qu'il ait été prêté à mi-saison.